# Birra ghiacciata ad Alessandria
Birra ghiacciata ad Alessandria - Pattuglia disperata (Ice Cold in Alex) è un film del 1958 diretto da J. Lee Thompson, ispirato ad una serie di articoli pubblicati dallo scrittore Christopher Landon sul Saturday Evening Post e raccolti in forma romanzata nel 1957.
Venne presentato in concorso alla 8ª edizione del Festival di Berlino, dove si aggiudicò il Premio FIPRESCI.
Negli Stati Uniti uscì nel 1961 in una versione ridotta di circa un'ora, intitolata Desert Attack.

## Trama
1942, l'assedio di Tobruch è appena cominciato e il capitano Anson inizia un lungo e pericoloso viaggio verso la base di Alessandria d'Egitto a bordo di un'ambulanza, insieme a un fedele sergente, un capitano sudafricano e due ausiliarie. Una delle ragazze muore durante uno scontro con un'autoblinda tedesca e il sudafricano si rivela una spia tedesca, ma il gruppo riesce comunque ad arrivare a destinazione superando numerose insidie. Un brindisi con la tanto sospirata birra ghiacciata in un bar della città egiziana sancirà un'amicizia nata tra gli orrori della guerra.

## Produzione
Anche se è ambientato in Egitto, il film fu girato in Libia a causa della crisi di Suez iniziata nell'ottobre del 1956, nella quale era coinvolto il Regno Unito.
La scena d'amore tra John Mills e Sylvia Syms dovette essere girata di nuovo dopo che il censore britannico John Nicholls obiettò che l'attrice aveva la camicetta troppo sbottonata. Nicholls aveva già chiesto oltre 80 modifiche alla sceneggiatura prima che iniziassero le riprese, scatenando le proteste del regista, e nel maggio 1958 fu sostituito come capo del British Board of Film Classification dal più "liberal" John Trevelyan.
Nella scena finale girata nel bar di Alessandria, in cui John Mills beve la tanto sospirata "birra ghiacciata", furono provati dei sostituti come il ginger ale, ma dato che il risultato non era abbastanza realistico venne usata della vera birra, la danese Carlsberg. In realtà, dato che nella seconda guerra mondiale la Danimarca era occupata dai tedeschi, sarebbe stato abbastanza improbabile far arrivare la Carlsberg in Egitto. In ogni caso, dopo l'ultimo take (il 14º) l'attore era praticamente ubriaco.
Proprio questa scena è stata utilizzata negli anni ottanta in due campagne pubblicitarie britanniche, una per la stessa Carlsberg e una per la tedesca Holsten Pils, con il comico Griff Rhys Jones che recitava sulle immagini estrapolate dalla pellicola (con una tecnica di montaggio simile a quella del film Il mistero del cadavere scomparso).

## Distribuzione
Il film venne distribuito nel Regno Unito dal 24 giugno 1958, mentre negli Stati Uniti uscì tre anni dopo nella versione ridotta di un'ora circa.

### Date di uscita
- Regno Unito (Ice Cold in Alex) - 24 giugno 1958
- Germania Ovest (Eiskalt in Alexandrien) - 3 ottobre 1958 *
- Irlanda (Ice Cold in Alex) - 7 novembre 1958
- Svezia (En iskall i Alexandria) - 19 gennaio 1959
- Danimarca (Omvej til Alexandria) - 9 febbraio 1959
- Giappone (恐怖の砂) - 14 febbraio 1959
- Finlandia (Paluu helvetistä) - 1 maggio 1959
- Francia (Le désert de la peur) - 15 maggio 1959
- Stati Uniti d'America (Desert Attack) - 22 marzo 1961
- Spagna (Fugitivos del desierto) - 9 aprile 1962
- Messico (Brindis para un espía) - 13 ottobre 1967

* Uscito anche con il titolo Feuersturm über der Cyreneika.

### Divieti
Nel Regno Unito il film subì dei tagli da parte della BBFC, consentendo la distribuzione con un rating "A" (visione consentita agli under 16 solo se accompagnati da un adulto). Nel 1988, in occasione dell'uscita in versione home video i tagli sono stati ripristinati e il film è stato distribuito con un rating "PG" (violenza moderata, senza dettagli, consentita se giustificata dal suo contesto).

## Critica
Nella sua recensione sul New York Times, Eugene Archer giudicò la trama «assolutamente priva di senso» e i dialoghi dell'ultima metà del film «degli enigmatici riferimenti ad azioni ed eventi non mostrati sullo schermo», pur riconoscendo i meriti del regista e la recitazione "impeccabile" del cast.

## Riconoscimenti
- 1958 - Festival internazionale del cinema di Berlino

Premio FIPRESCI a J. Lee Thompson
Nomination Orso d'oro a J. Lee Thompson
- 1959 - BAFTA Awards

Nomination BAFTA al miglior film
Nomination BAFTA al miglior film
Nomination BAFTA al miglior attore protagonista a Anthony Quayle

## Inesattezze storiche
La polizia militare britannica nel film riporta sulle mostrine la sigla RMP (Royal Military Police), che nel 1942 avrebbe dovuto essere CMP (Corps of Military Police), dato che solo nel 1946 re Giorgio VI concesse il prefisso "reale" al corpo di polizia.
Nelle sequenze in cui compare il Deutsches Afrikakorps, le truppe tedesche viaggiano prima in due semicingolati americani anziché su quelli tedeschi, poi su quello che sembra essere un M4 Sherman modificato, anche questo un carro armato americano.
Nell'ultima scena si vede una Land Rover parcheggiata accanto al bar di Alessandria, ma i primi modelli furono prodotti nel 1948.